# اروس پاگنی
اروس پاگنی (ایتالیایی: Eros Pagni؛ زادهٔ ۲۸ اوت ۱۹۳۹) بازیگر اهل ایتالیا است.
از فیلم‌هایی که وی در آن نقش داشته است، می‌توان به در آخرین لحظه، از روی درماندگی، جولیا، بیمار خیالی، قرمز تیره، شام، لاسیدن، شیرین‌بیان، مادربزرگ رو بذار توی فریزر، ترزا، ژنرال ایستاده می‌خوابد و شب بخیر، آقایان و خانم‌ها اشاره کرد. 
پاگنی در سال ۱۹۹۹ برنده جایزه انجمن ملی فیلم ایتالیا بهترین بازیگر نقش مکمل مرد شده است.